# عمرو بن عثمان بن عفان
أبو عثمان عمرو بن عثمان بن عفان الأموي تابعي مدني، وأحد رواة الحديث النبوي.

## سيرته
يعد عمرو بن عثمان بن عفان بن أبي العاص بن أمية القرشي من طبقة التابعين، وهو ابن الخليفة الثالث عثمان بن عفان، وأمه أم عمرو بنت جندب، وأخوه لأبيه وأمه أبان بن عثمان بن عفان والي المدينة المنورة في زمن عبد الملك بن مروان، وكان عمرو أكبر ولد أبيه عثمان الباقين. وقد توفي عمرو قديمًا، وكان له من الولد عثمان الأكبر وخالد وأمهما رملة بنت معاوية بن أبي سفيان، وعبد الله الأكبر وأمه حفصة بنت عبد الله بن عمر بن الخطاب، وعثمان الأصغر وأمه ابنة عمارة بن الحارث بن عوف المُرّي، وعمر والمغيرة وأبا بكر وعبد الله الأصغر والوليد وعائشة وأم سعيد لأمهات أولاد.

## روايته للحديث النبوي
- روى عن: أبيه عثمان بن عفان وأسامة بن زيد.[1][3]
- روى عنه: سعيد بن المسيب وأبو الزناد وعلي زين العابدين.[3] وابنه عبد الله بن عمرو بن عثمان.[1]
- الجرح والتعديل: وثّقه العجلي[2] وابن سعد[5] والذهبي، ولكنه لم يكن مُكثرًا في رواية الأحاديث،[3] وقد روى له الجماعة.[2]